# Kolbenova
Kolbenova – stacja linii B metra praskiego (odcinek IV.B), położona w dzielnicy Vysočany, wzdłuż ulicy o tej samej nazwie. Nazwana została tak na cześć inżyniera Emila Kolbena, jednego ze współtwórców zakładów ČKD, w rejonie których ulokowano stację.